# Polygonum liaotungense
Polygonum liaotungense är en slideväxtart som beskrevs av Kitagawa. Polygonum liaotungense ingår i släktet trampörter, och familjen slideväxter. Inga underarter finns listade i Catalogue of Life.